# Йоні Турунен
Йоні Турунен (фін. Joni Turunen; 4 квітня 1976, Вантаа) — фінський боксер, призер чемпіонатів світу серед аматорів.

## Спортивна кар'єра
1994 року Йоні Турунен виграв чемпіонат світу серед юніорів, а також чемпіонат світу серед військовослужбовців в категорії до 48 кг.
На чемпіонаті світу 1995 в категорії до 51 кг він завоював бронзову медаль, програвши у півфіналі Булату Жумаділову (Казахстан) — 4-19.
На чемпіонаті Європи 1996 програв в другому бою.
На чемпіонаті Європи 2000 в категорії до 57 кг програв у чвертьфіналі Олексію Воробйову (Білорусь).
На Олімпійських іграх 2000 програв в першому бою Фальку Густе (Німеччина) — 6-10.
На чемпіонаті світу 2001 переміг Хуршида Джураєва (Таджикистан), Олексія Воробйова та Боріса Георгієва (Болгарія), а у півфіналі програв Рамазану Паліані (Туреччина) — 11-23 і отримав другу бронзову медаль.